# Antônio Manuel do Espírito Santo
Antonino Manuel do Espírito Santo (Salvador, 10 de maio de 1884 – 16 de abril de 1913), conhecido e por vezes mencionado como Antônio do Espírito Santo, foi um compositor de música instrumental militar brasileira e considerado o maior autor de dobrados militares do país. Foi aluno interno do Arsenal de Guerra, onde aprendeu música. Fez sua primeira composição com apenas 15 anos de idade, o dobrado "Palmeira dos Índios". 
Era Primeiro Sargento do Exército Brasileiro, servindo no 50.º Batalhão de Caçadores de Salvador, quando em 1913 compôs em homenagem a um amigo de farda o dobrado "Sargento Calhau", que viria a se tornar a melodia da célebre "Canção do Marinheiro", popularmente chamada de "Cisne Branco". A "Canção do Marinheiro" é atualmente o Hino da Marinha Brasileira, mas a sua adoção como símbolo aconteceu após a morte do compositor.

## Composições
As composições mais conhecidas de Antônio do Espírito Santo são:
- Avante Camaradas (n.º 220)
- Bombardeio da Bahia
- Sargento Calhau (Que viria a se tornar o Cisne Branco/Canção do Marinheiro com a adaptação de Benedito Xavier de Macedo) (n.º 215)
- Quatro dias de viagem
- O Rei do Povo (n.º 202)
- Um Adeus (n.º 221)
- Último Adeus (n.º 222)
- Alerta Brasil
- Dobrado n.º 182
- Dobrado n.º 213
- Padre Reis
- Sargento Caveira
- Exórdio/Marcha Grave General Barbosa, composição em doze compassos, para recepção de altas autoridades, em unidades militares.